# August von Werder
Karl Friedrich Wilhelm Leopold August Graf von Werder (Schloßberg, 12 settembre 1808 – Gut Grüssow, 12 settembre 1887) è stato un generale prussiano.

## Biografia
August von Werder apparteneva ad una nobile famiglia di proprietari terrieri dell'Uckermark e discendeva da Lutz von der Werder. Nel 1825 entrò nel Regiment der Gardes du Corps come ufficiale e nel 1826 era secondo luogotenente nel 1. Garde-Regiment zu Fuß. Dal 1839 insegnò e diresse la cattedra di topografia all'accademia militare di Berlino. Nel 1846 fu promosso capitano presso lo stato maggiore. Trasferito in fanteria come maggiore nel 1853, in pochi anni raggiunse il grado di tenente colonnello.
Nel 1859 divenne colonnello e ispettore generale degli Jäger e degli Schützen, giungendo nel 1863 al grado di general maggiore e nel 1866 di tenente generale della III Divisione di stanza vicino a Gitschin e Königgrätz.
Partecipò alla guerra franco-prussiana e fu uno dei principali comandanti dell'esercito prussiano: dopo la vittoria prussiana a Wœrth, il kronprinz Federico incaricò von Werder di muovere verso Strasburgo, la città che insieme a Metz era considerata una delle chiavi per la vittoria finale sui francesi. Al comando di 40.000 uomini il 15 agosto 1870 von Werder incominciò l'assedio di Strasburgo, difesa dal generale francese Uhrich. Parte del suo stato maggiore, diretto dal colonnello Gustav Hermann von Alvensleben sosteneva la strategia di prendere la rocca con il metodo tradizionale, ossia attraverso l'iniziale bombardamento cui sarebbe seguito l'assalto attraverso la breccia, mentre un'altra parte, capeggiata da Hugo von Kottwitz sosteneva la strategia del cannoneggiamento diretto contro obiettivi sia militari che civili minando il morale della popolazione e aspettando la rese della città.
Optando per l'inedita strategia del bombardamento ad oltranza, la notte del 23 agosto i cannoni tedeschi aprirono il fuoco e dopo quattro notti di incessante fuoco d'artiglieria interi quartieri vennero distrutti e furono provocati seri danni anche ai monumenti. La popolazione fu presa dal panico e il piano di Werder e Kottwitz ebbe l'effetto immediato di suscitare arrendevolezza e scoraggiamento nella cittadinanze e l'arcivescovo di Strasburgo negoziò con Werder un "cessate il fuoco" con la promessa di un pagamento di 100.000 franchi per ogni giorno di cessazione dell'attività delle armi pesanti ma Uhrich non ratificò la proposta e Werder si rese conto che le munizioni non bastavano per sostenere ancora a lungo il bombardamento. Attenuata l'intensità del bombardamento si decise di colpire precisi punti delle mura al fine di aprire brecce. L'11 settembre una delegazione di ufficiali svizzeri portò al generale Uhrich la notizia della sconfitta di Napoleone III a Sedan; Uhrich rifiutò di arrendersi ma la cattura della prima fortezza e allora, il 27 settembre, Uhrich si arrese.
Dopo la cattura di Strasburgo, von Werder comandò un corpo d'armata in Franca Contea e comandò le truppe tedesche durante la Battaglia di Digione contro i garibaldini, riportando una pesante sconfitta. Partecipò all'assedio di Belfort sotto il generale Udo von Treskow e poi affrontò i francesi di Charles Denis Bourbaki alla Battaglia di Villersexel e poi a quella di Lisaine, dove sconfisse definitivamente l'armata di Bourbaki.
Dopo la guerra ricevette molti onori ed ebbe il comando di alcuni corpi d'armata all'interno della Germania. Quando nel 1875 si ritirò dall'esercito ebbe in dotazione 200.000 talleri.
Morì il giorno del suo 79º compleanno.